# Smålands nation, Göteborg
Smålands nation var en studentnation i Göteborg. Den grundades 1965 och upphörde, liksom de flesta[källa behövs] nationer i Göteborg, i mitten av 80-talet. De första åren höll man till i ett gammalt landeri vid Sankt Sigfrids plan men flyttade sedan till Grönsakstorget 2. Nationen ordnade diskotek fredag- och lördagkvällar, någon gång per månad liveband, sittningar och vispubar och den var i många år en välkänd och välbesökt träffpunkt i Göteborgs uteliv. Artister som uppträtt på nationen är bland annat Hoola Bandoola Band, Robert Broberg, Stefan Ljungkvist, Grus i dojjan, Nationalteaterns Rockorkester och Ture Ivar Dahlberg. Tillsammans med de andra nationerna i Göteborg och nationerna i Lund arrangerade man den årliga tandemstafetten.